# Poul Henningsens Plads (metrostation)
Poul Henningsens Plads is een ondergronds metrostation in de Deense hoofdstad Kopenhagen dat op 29 september 2019 werd geopend. 

## Geschiedenis
In 1999 werden plannen gepresenteerd voor een metroringlijn (M3) door Kopenhagen en Frederiksberg. In dit voorstel waren geen stations voorzien in het noorden van de stad. In latere tracévarianten stond een lus met twee stations, waaronder Poul Henningsens Plads, door het noorden van de stad. 
In het tracébesluit van 2005 werd gekozen voor deze lus in plaats van het tracé onder het Fælledpark. De bouw begon in mei 2011 met het verleggen van kabels en archeologisch onderzoek. Begin 2013 werd begonnen met het uitgraven van de bouwput en het station werd voltooid in 2019. Het station was tussen 29 september 2019 en de opening van de Nordhavnslinje (M4) op 28 maart 2020 het noordelijkste metrostation van Kopenhagen. 

## Ligging en inrichting
Het station ligt onder een naamloos plein op de hoek van Tåsingegade en Reersøgade achter de huizen aan de noordzijde van de Jagtvej. De hoofdingang ligt waar de Reersøgade, die versmalt is tot fietspad, op de Jagtvej uitkomt. De ten opzichte van trap gedraaide liftkoker verraadt dat het perron schuin ligt op het plaatselijke stratenpatroon. Het naamgevende plein ligt tegen over de toegangstrap aan de zuidkant van de Jagtvej bij het kruispunt met de  Østerbrogade. Aan de noordkant van het station ligt een trap aan de Tåsingegade die toegang biedt tot de ondergrondse fietsenstallingen, die met tussendeuren zijn verbonden met de verdeelhal. Het station is gebouwd volgens het standaardontwerp met daklichten boven de verdeelhal, roltrapgroepen tussen hal en perron en liften die straat en perron rechtstreeks met elkaar verbinden. 
Omdat het standaardontwerp op de eerste twee lijnen tot identieke stations had geleid, waardoor reizigers niet wisten waar ze waren, zijn de stations van de M3 voorzien van een eigen identiteit. Dit station is herkenbaar aan de wandpanelen in een uniek patroon van twee horizontale en een verticaal wit/grijs paneel rond de roltrappen. 

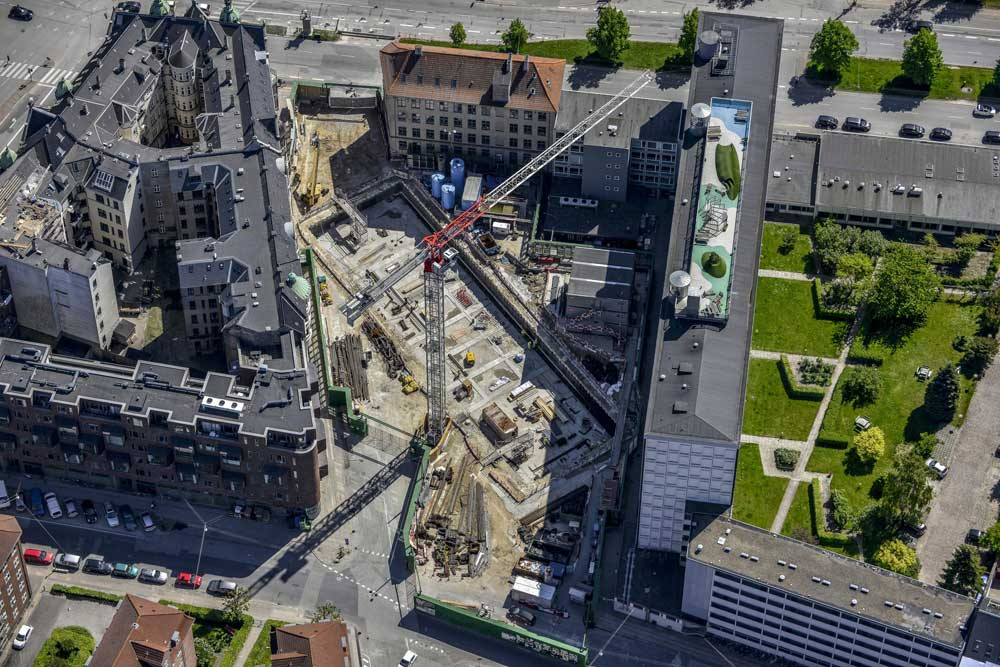
De stationskuip tussen de huizen tijdens de bouw.
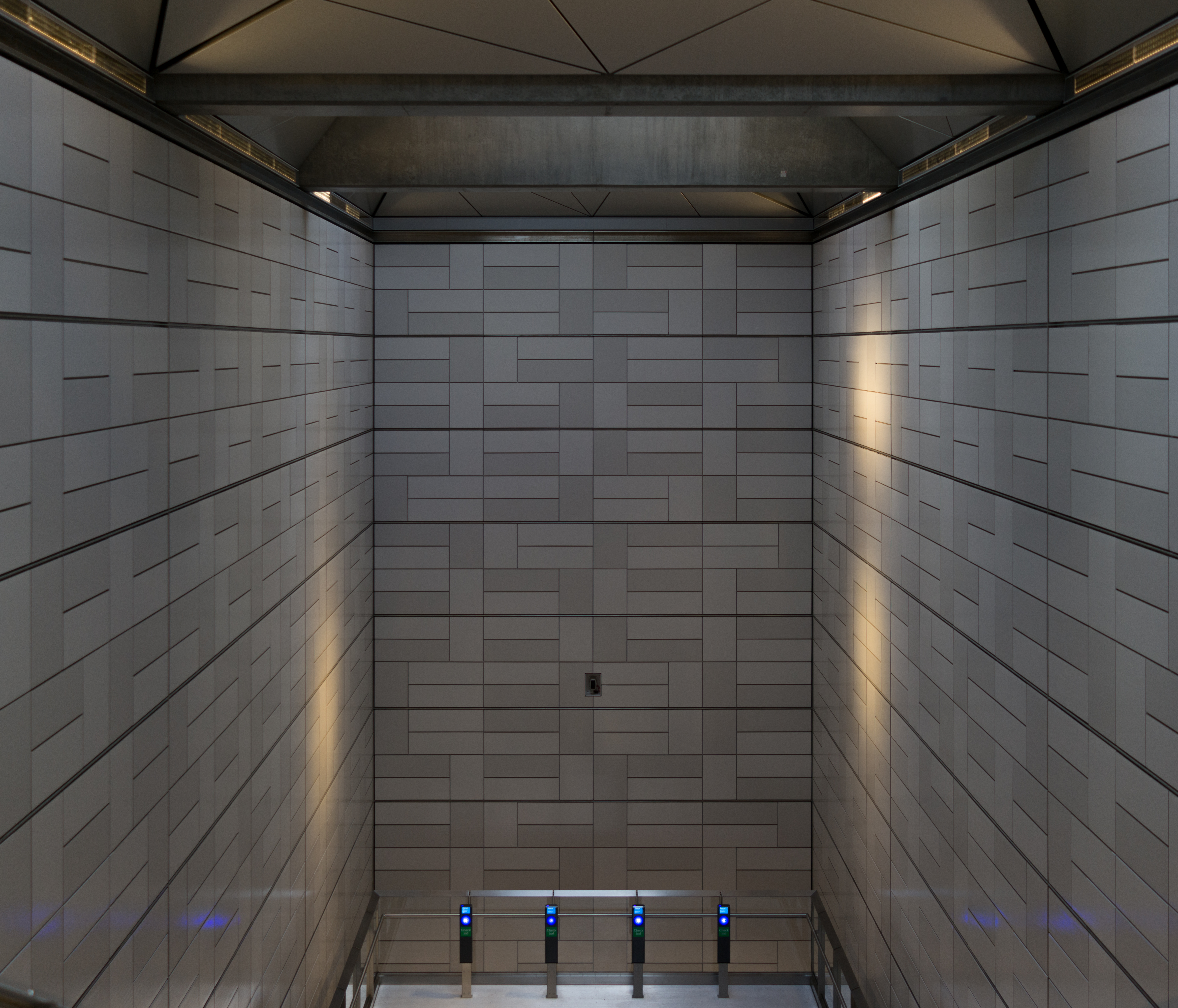
De wanden rond de roltrappen.

København H   · Rådhuspladsen · Gammel Strand · Kongens Nytorv · Marmorkirken · Østerport   · Trianglen · Poul Henningsens Plads · Vibenshus Runddel · Skjolds Plads · Nørrebro  · Nørrebros Runddel · Nuuks Plads · Aksel Møllers Have · Frederiksberg · Frederiksberg Allé · Enghave Plads · København H →